# Adelpha atlantica
Espèce
Adelpha atlantica est une espèce de papillons de la famille des Nymphalidae, sous famille des Limenitidinae et du genre Adelpha.

## Dénomination
Adelpha atlantica a été décrit par Keith Richard Willmott (d) en 2005.

## Écologie et distribution
Adelpha atlantica est présent au Brésil. 

### Protection
Pas de statut de protection particulier.